# Svetlana Semyonova
Svetlana Semyonova, född den 11 maj 1958 i Pskov i Ryssland, är en sovjetisk roddare.
Hon tog OS-brons i fyra med styrman i samband med de olympiska roddtävlingarna 1980 i Moskva.